# جين دالبي
جين دالبي (بالنرويجية البوكمول: Gene Dalby)‏ هو كاتب وشاعر نرويجي، ولد في 5 مايو 1957 في أوسلو في النرويج.